# Procerochasmias leucoscuta
Procerochasmias leucoscuta är en stekelart som beskrevs av Heinrich 1967. Procerochasmias leucoscuta ingår i släktet Procerochasmias och familjen brokparasitsteklar. Utöver nominatformen finns också underarten P. l. ulugurorum.